# Eriopsela danilevskyi
Eriopsela danilevskyi är en fjärilsart som beskrevs av Kuznetsov 1972. Eriopsela danilevskyi ingår i släktet Eriopsela och familjen vecklare. Inga underarter finns listade i Catalogue of Life.